# 압하스 자치 소비에트 사회주의 공화국

압하스 자치 소비에트 사회주의 공화국의 국기

압하스 자치 소비에트 사회주의 공화국의 국장

압하스 자치 소비에트 사회주의 공화국(러시아어: Абхазская Автономная Советская Социалистическая Республика), 약칭 압하스 ASSR(러시아어: Абхазская АССР)는 그루지야 소비에트 사회주의 공화국 내의 소비에트 연방 자치 공화국이었다. 압하스 자치 소비에트 사회주의 공화국은 1921년 3월에 이전의 압하지야 소비에트 사회주의 공화국(SSR Abkhazia 또는 SSRA)이 그루지야 소비에트 사회주의 공화국 내에서 자치 공화국으로 격하되어 만들어졌다.
압하스 자치 소비에트 사회주의 공화국은 1937년 8월 2일 자체 헌법을 채택했다. 입법권의 최고 기관은 4년마다 선출되는 최고 소비에트 연방과 상임위원회였으며, 집행권은 최고 소비에트가 임명한 각료회의에 귀속되었다. 압하스 소비에트 사회주의 공화국에는 소련 최고 소비에트 국적 평의회에 11명의 대표가 있었다.